# Sørlandet
Sørlandet (în bokmål și nynorsk) este o regiune geografică din sudul Norvegiei. Este constituită din două provincii (fylke), anume Vest-Agder și Aust-Agder. Regiunea, fiind localizată în partea cea mai sudică a statului, se află lângă strâmtoarea Skagerrak.
În traducere înseamnă Țara din Sud.